# Черничный пирог

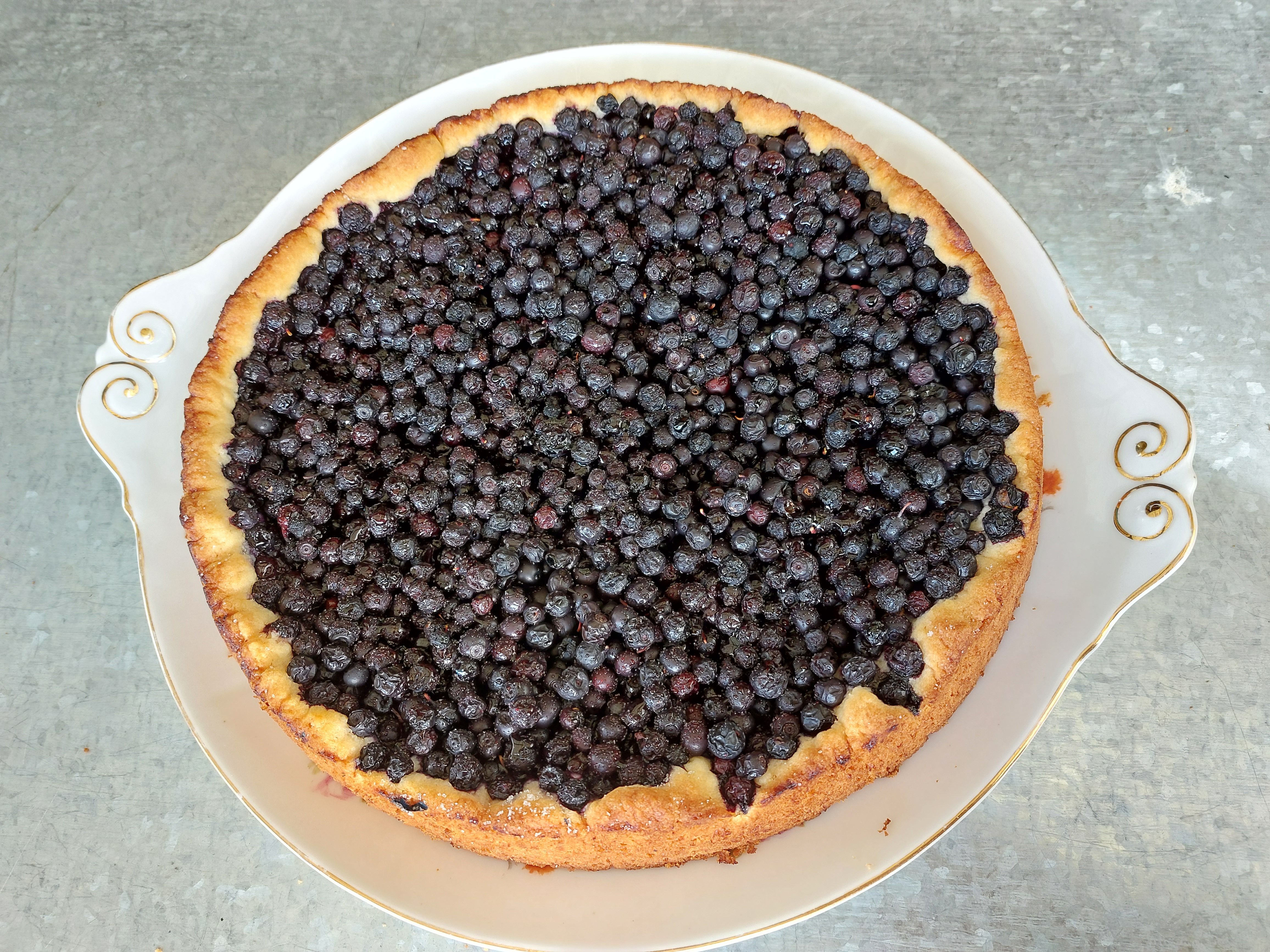

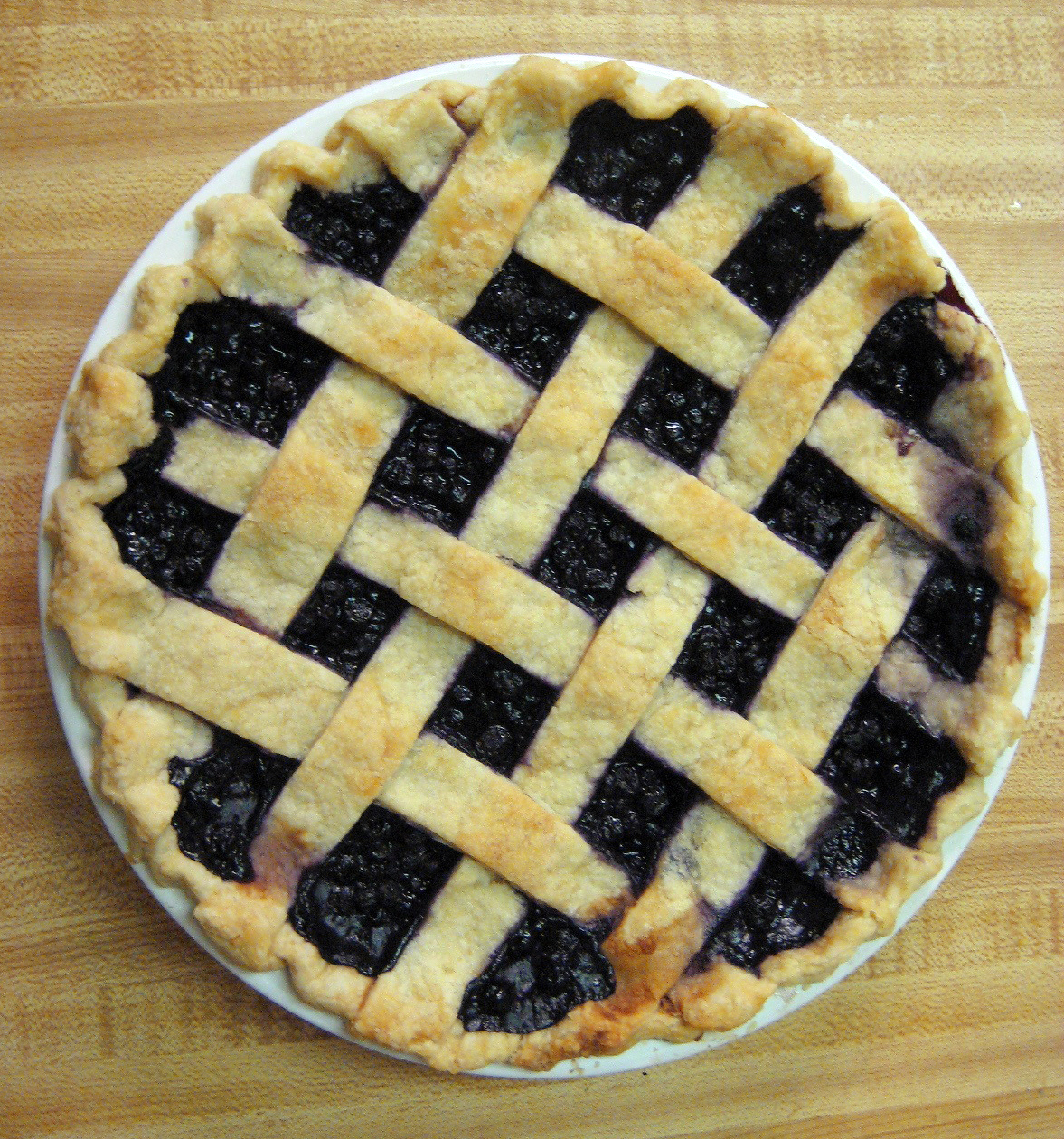

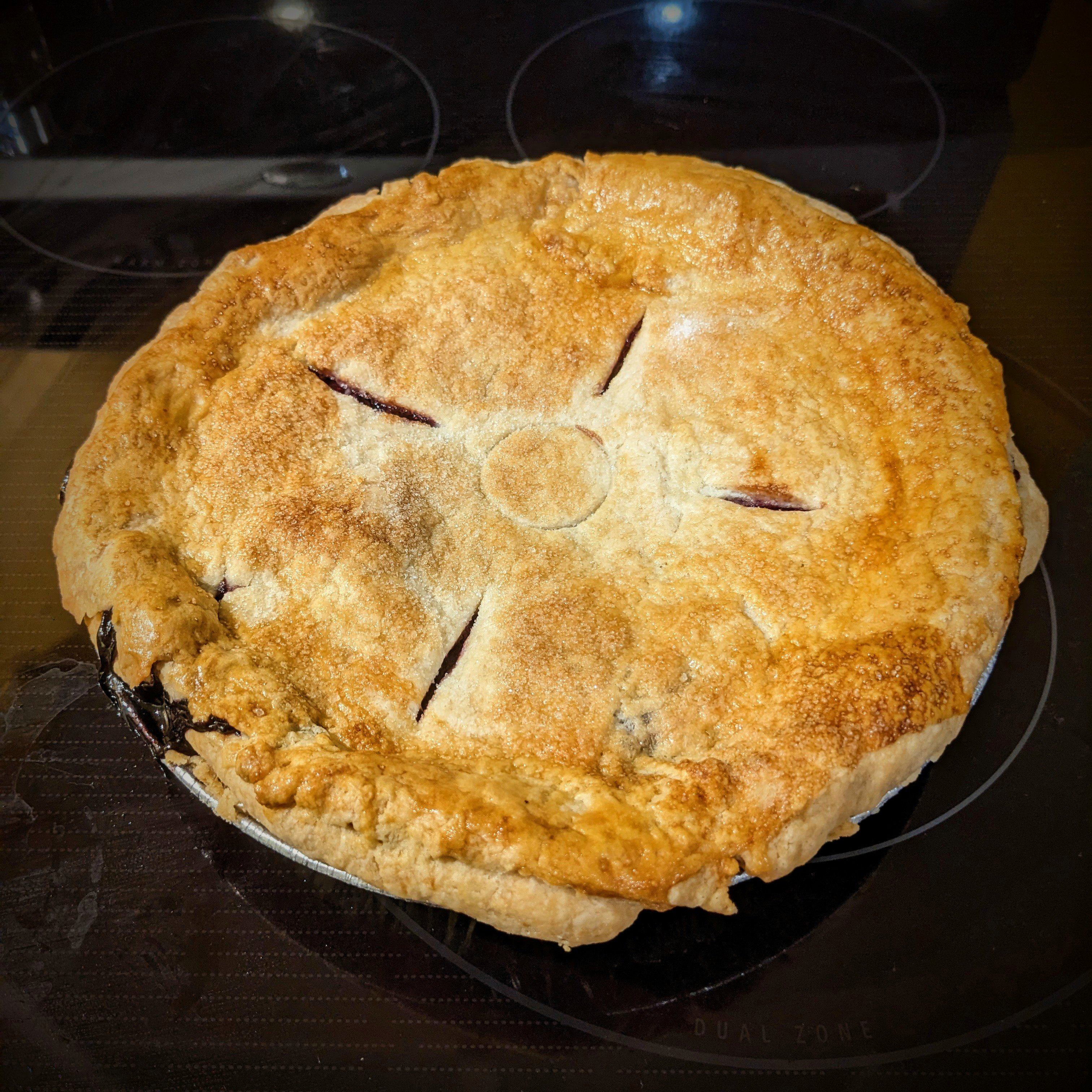

Черничный пирог — это пирог, основным ингредиентом начинки которого является черника (лат. Vaccinium myrtillus). Распространен в Европе, в странах, где произрастает черника. В США и Канаде, где он очень популярен, аналогичный пирог готовят с похожими ягодами родственного кустарника Vaccinium caesariense (англ. blueberry).

## Приготовление
Для пирога, как правило, используются цельные ягоды, которые пересыпают сахаром и крахмалом. Пирог может быть открытым или закрытым, а также заливным. В некоторых рецептах открытых пирогов ягоды заливают сметанным или заварным кремом. Сверху пирог нередко посыпается крошкой. 
Черничные пироги обычно готовятся из песочного теста. Может использоваться творожное тесто или даже песочное печенье.

## По странам

### США
Черничный пирог — классика американской кухни. В США ежегодно 28 апреля отмечают Национальный день черничного пирога («National Blueberry Pie Day»). Также черничный пирог штата Мэн является «официальным десертом штата».

### Германия
В конце XVIII века энциклопедист Иоганн Георг Круниц оценил черничный пирог (нем. Heidelbeerkuchen) в «Экономической энциклопедии», важном источнике по периоду Просвещения и индустриализации, как блюдо для семьи, тогда как черничный торт (нем. Heidelbeertorten) он назвал второстепенным гостевым блюдом, которое легко усваивается.
Немецкие рецепты задокументированы, в частности, Иоганной Катариной Моргенштерн-Шульце 1785 и в «Практической кулинарной книге для обычной и изысканной кухни» Генриеты Давидис (1849).
К региональным разновидностям немецких пирогов можно отнести, например, саксонский черничный пирог и швабский черничный пирог. В Шпессарт черничный пирог иногда подают с картофельным супом.

### Франция
Во Франции черничный пирог — традиционный сезонный десерт, особенно в горных регионах, где растет черника. В Вогезах его называют «tarte aux brimbelles».

### Финляндия
Финский вариант черничного пирога называется Mustikkapiirakka, черничная начинка в нем заливается сметаной, после чего пирог запекается.
По результатам опроса, организованном в честь 100-летия Финляндии, черничный пирог стал самым популярным десертом среди финнов всех возрастов.

### Ирландия
Ирландский пирог с черникой fraochán пекут во время праздника Лугнасад. Это кельтский языческий праздник начала осени, в Ирландии в этот день начинают сбор черники.